# جانيت غاردنر
جانيت غاردنر (بالإنجليزية: Janet Gardner)‏ هي مغنية أمريكية، ولدت في 17 مارس 1962 في جونو في الولايات المتحدة.

## وصلات خارجية
- جانيت غاردنر على موقع IMDb (الإنجليزية)
- جانيت غاردنر على موقع ميوزك برينز (الإنجليزية)
- جانيت غاردنر على موقع ديسكوغز (الإنجليزية)